# Passage Du Guesclin
Le passage Du Guesclin est une voie du 15e arrondissement de Paris, en France.

## Situation et accès
Le passage Du Guesclin est situé dans le 15e arrondissement de Paris. Il débute au 14, rue Dupleix et se termine au 11, rue de Presles.

## Origine du nom
Son nom vient de la proximité avec la rue éponyme, qui porte le nom de Bertrand du Guesclin (1320-1380), noble breton, connétable de France et de Castille.

## Historique
Cette voie, anciennement appelée « passage Baudelique », a reçu sa dénomination actuelle en 1877.